# Каральвеемское месторождение
Каральвеемское — крупное коренное золото-серебряное месторождение в пределах Билибинского района Чукотского АО в России.
Находится в 20 км западнее г. Билибино, в верховьях одноимённой реки.

## История открытия и разработки
Месторождение «Каральвеем» было открыто в 1957 году. Геологоразведочные изыскания проводились с 1976 по 1987 гг., поисково-оценочные работы на фланговых участках Встречный и Озёрный продолжались до 1990 г.
Утверждённые запасы золота на 1987 год составили: золото — 37 т, серебро — 4,5 т.
В начале 1990-х гг. на месторождении Билибинский ГОК начал строительство рудника производительностью 100 тыс. т руды в год, которое прекратилось в 1995 году в связи с банкротством комбината.
В 1995 году лицензию на разработку месторождения получила ЗАО «Руда», которое начало освоение кварцево-жильных руд участков Безымянный и Промоина.
В 1996 году была запущена золотоизвлекательная фабрика. За последующие 3 года было добыто 3,8 тонны золота.
В 1999 году предприятие обанкротилось. В 2004 году лицензию на разработку месторождения была предоставлена ОАО «Рудник Каральвеем». В полном объёме были восстановлены горно-капитальные выработки, проведена реконструкция основных объектов, входящих в состав технологического комплекса золотоизвлекательной фабрики.
1 мая 2024 года, за «полномасштабную войну и применение химического оружия против Украины», ОАО «Рудник Каральвеем» включён в блокирующий санкционный список США как связанный с российскими программами по химическому и биологическому оружию.

## Технология добычи
Добыча руды производится шахтным способом. Разработанная гравитационно-флотационная схема обогащения обеспечивает извлечение 97-99 % золота.

## Золотодобыча
Месторождение Каральвеем на данный момент является вторым по объёму добычи золота на Чукотке. В 2009 году было извлечено 2,0 т. драгметалла, в 2010 — 1,9 т, в 2011 — 1,392 т.